# Nazmi Karakoç
Nazmi Karakoç (* 1909 in Bolu, Provinz Bolu; † 21. Januar 1980 in Istanbul) war ein türkischer General, der unter anderem von 1969 bis 1970 Oberkommandierender des Heeres (Türk Kara Kuvvetleri) war.

## Leben
Karakoç absolvierte nach dem Schulbesuch die Heeresschule (Harp Okulu) und schloss diese 1929 als Fähnrich (Asteğmen) ab. 1930 war er zudem Absolvent der Infanterieschule (Piyade Okulu) und war im Anschluss Zugführer sowie Kompaniechef. 1941 begann er seine Ausbildung zum Stabsoffizier an der Heeresakademie (Harp Akademisi), die er 1944 abschloss. Daraufhin fand er zahlreiche Verwendungen als Offizier und Stabsoffizier in verschiedenen Militäreinheiten.
Nach seiner Beförderung zum Brigadegeneral (Tuğgeneral) 1957 war er zunächst 1. stellvertretender Befehlshaber der 1. Gendarmerie-Division und danach 1958 Leiter der Operationsabteilung der 2. Armee (İkinci Ordu), ehe er von 1959 bis 1960 stellvertretender Befehlshaber der 28. Division war. 1960 wurde er zum Generalmajor (Tümgeneral) befördert und wurde stellvertretender Kommandierender General des VII. Korps. 
Bereits 1961 erfolgte die Beförderung von Karakoç zum Generalleutnant (Korgeneral). Zunächst war er weiterhin stellvertretender Kommandierender General des VII. Korps, ehe er am 8. August 1962 Nachfolger von Brigadegeneral Zeki İlter als Chef des Stabes des Oberkommandos des Heeres wurde. Diese Funktion bekleidete er fast vier Jahre lang bis zum 19. Juli 1966 und wurde danach am 4. August 1966 von Generalleutnant Faruk Gürler abgelöst. Er selbst wurde daraufhin stellvertretender Oberbefehlshaber der 2. Armee.
Am 28. August 1967 wurde er schließlich Nachfolger von General Kemalettin Gökakın als Oberbefehlshaber der 2. Armee und verblieb auf diesem Posten bis zu seiner erneuten Ablösung durch General Gürler am 29. August 1969. Während dieser Zeit wurde er auch zum General (Orgeneral) befördert.
Zuletzt wurde General Karakoç am 28. August 1969 Nachfolger von General Fikret Esen als Oberkommandierender des Heeres (Türk Kara Kuvvetleri) und behielt diese Funktion bis zu seinem Eintritt in den Ruhestand am 30. August 1970. Sein Nachfolger wurde daraufhin abermals General Faruk Gürler.
Karakoç war verheiratet sowie Vater zweier Kinder und wurde nach seinem Tode auf dem Istanbuler Karacaahmet-Friedhof (Karacaahmet Mezarlığı) beigesetzt.